# Frederick Dean
Frederick Dean (ur. 1 września 1880 w Plymouth, zm. 1 września 1946 w Devonport) – brytyjski rugbysta, olimpijczyk, zdobywca srebrnego medalu w turnieju rugby union na Letnich Igrzyskach Olimpijskich w 1908 roku w Londynie.

## Kariera sportowa
W trakcie kariery sportowej związany był z klubami Plymouth Olympic i Plymouth RFC, a także został wybrany do drużyny hrabstw Devon i Kornwalii. W 1908 roku z kornwalijskim zespołem – ówczesnym mistrzem angielskich hrabstw wytypowanym przez Rugby Football Union na przedstawiciela Wielkiej Brytanii – zagrał w turnieju rugby union na Letnich Igrzyskach Olimpijskich 1908. W rozegranym 26 października 1908 roku na White City Stadium spotkaniu Brytyjczycy ulegli Australijczykom 3–32. Jako że był to jedyny mecz rozegrany podczas tych zawodów, oznaczało to zdobycie przez Brytyjczyków srebrnego medalu.
Od 1912 roku do śmierci prowadził pub w Devonport.